# Copa Libertadores 2000
La Copa Libertadores 2000, denominada por motivos comerciales Copa Toyota Libertadores 2000, fue la cuadragésima primera edición del torneo de clubes más importante de América del Sur, organizado por la Confederación Sudamericana de Fútbol, en la que participaron equipos de diez países: Argentina, Bolivia, Brasil, Chile, Colombia, Ecuador, México, Paraguay, Perú y Uruguay.
Boca Juniors de Argentina se consagró campeón y alcanzó su tercer título en la competición. Por ello, disputó la Copa Intercontinental 2000 ante Real Madrid de España y clasificó a la fase de grupos de la Copa Libertadores 2001.
El sorteo de la fase de grupos se llevó a cabo el 11 de diciembre de 1999.

## Formato
A partir de esta edición, se incrementó el número de equipos de 21 a 32, lo que, en consecuencia, provocó un ligero cambio en el sistema del torneo y en la cantidad de cupos otorgados para cada país:
- Se establecen ocho grupos en la Fase de grupos, en lugar de los cinco tradicionales, y se elimina el criterio de asignación bajo el cual los representantes del mismo país debían caer indefectiblemente en el mismo grupo;
- El campeón vigente ya no obtiene la clasificación directa a las fases finales, sino que debe disputar, al igual que el resto de los participantes, la Fase de grupos;
- Se aumentó el número de cupos para nueve países sudamericanos:
  - 2 plazas adicionales para Brasil y Argentina;
  - 1 plaza adicional para Bolivia, Chile, Colombia, Ecuador, Paraguay, Perú y Uruguay.

México y Venezuela, por su parte, no contaron con ningún cupo extra. Sus representantes jugaron, como en las dos ediciones previas, una eliminatoria previa en una fase única y bajo el sistema de todos contra todos a ida y vuelta para determinar los últimos 2 equipos que se unirían a los 30 clasificados en la Fase de grupos. En esta última, los 32 clubes participantes fueron divididos en ocho grupos de 4 equipos; los dos primeros de cada grupo clasificaron a las fases finales, disputadas bajo el sistema de eliminación directa y compuestas por los octavos de final, los cuartos de final, las semifinales y la final, en la que se declaró al campeón.
|                             |                             | Equipos que entran en esta fase | Equipos que provienen de la fase anterior                                           |
| --------------------------- | --------------------------- | --- | ----------------------------------------------------------------------------------- |
| Fase de grupos (32 equipos) | Fase de grupos (32 equipos) | - 1 equipo, campeón de la Copa Libertadores 1999 - 4 equipos de Argentina y Brasil - 3 equipos de Bolivia, Chile, Colombia, Ecuador, Paraguay, Perú y Uruguay - 2 equipos clasificados de la Copa Pre Libertadores 2000 |                                                                                     |
| Fases finales (16 equipos)  | Fases finales (16 equipos)  | | - 8 equipos primeros de la Fase de grupos - 8 equipos segundos de la Fase de grupos |

## Copa Pre Libertadores 2000
Los dos clasificados de México y los dos de Venezuela se enfrentaron en la Copa Pre Libertadores, con el fin de determinar a los dos últimos equipos clasificados a la fase de grupos del certamen. El torneo se desarrolló bajo un sistema de liguilla en donde se enfrentaron todos contra todos. Los equipos ubicados en primer y segundo lugar de la tabla final accedieron a la Copa Libertadores.

### Equipos participantes
| País               | Equipo                                 | Vía de clasificación                                                                                       |
| ------------------ | -------------------------------------- | --- |
| México 2 invitados | Atlas América                          | Campeón de la Pre Pre Libertadores 1999 Subcampeón de la Pre Pre Libertadores 1999                         |
| Venezuela 2 cupos  | Deportivo Italchacao Deportivo Táchira | Campeón de la Primera División de Venezuela 1998-99 Subcampeón de la Primera División de Venezuela 1998-99 |

### Resultados
| Equipo               | Pts. | PJ | PG | PE | PP | GF | GC | DG  |
| -------------------- | ---- | -- | -- | -- | -- | -- | -- | --- |
| Atlas                | 9    | 6  | 2  | 3  | 1  | 16 | 12 | 4   |
| América              | 8    | 6  | 2  | 2  | 2  | 13 | 9  | 4   |
| Deportivo Italchacao | 8    | 6  | 1  | 5  | 0  | 9  | 7  | 2   |
| Deportivo Táchira    | 5    | 6  | 1  | 2  | 3  | 3  | 13 | –10 |

| \| Fecha \| Lugar \| Local \| Resultado \| Visitante \| \| ------------------------ \| ---------------- \| -------------------- \| --------- \| -------------------- \| \| 29 de septiembre de 1999 \| Ciudad de México \| América \| 2:0 \| Atlas \| \| 29 de septiembre de 1999 \| San Cristóbal \| Deportivo Táchira \| 0:2 \| Deportivo Italchacao \| \| 5 de octubre de 1999 \| San Cristóbal \| Deportivo Táchira \| 1:0 \| América \| \| 7 de octubre de 1999 \| Caracas \| Deportivo Italchacao \| 1:1 \| América \| \| 19 de octubre de 1999 \| San Cristóbal \| Deportivo Táchira \| 2:2 \| Atlas \| \| 21 de octubre de 1999 \| Caracas \| Deportivo Italchacao \| 3:3 \| Atlas \| \| 27 de octubre de 1999 \| Guadalajara \| Atlas \| 6:3 \| América \| \| 27 de octubre de 1999 \| Caracas \| Deportivo Italchacao \| 0:0 \| Deportivo Táchira \| \| 9 de noviembre de 1999 \| Ciudad de México \| América \| 6:0 \| Deportivo Táchira \| \| 11 de noviembre de 1999 \| Guadalajara \| Atlas \| 3:0 \| Deportivo Táchira \| \| 16 de noviembre de 1999 \| Ciudad de México \| América \| 1:1 \| Deportivo Italchacao \| \| 18 de noviembre de 1999 \| Guadalajara \| Atlas \| 2:2 \| Deportivo Italchacao \| |                  |                      |           |                      |
| Fecha | Lugar            | Local                | Resultado | Visitante            |
| 29 de septiembre de 1999 | Ciudad de México | América              | 2:0       | Atlas                |
| 29 de septiembre de 1999 | San Cristóbal    | Deportivo Táchira    | 0:2       | Deportivo Italchacao |
| 5 de octubre de 1999 | San Cristóbal    | Deportivo Táchira    | 1:0       | América              |
| 7 de octubre de 1999 | Caracas          | Deportivo Italchacao | 1:1       | América              |
| 19 de octubre de 1999 | San Cristóbal    | Deportivo Táchira    | 2:2       | Atlas                |
| 21 de octubre de 1999 | Caracas          | Deportivo Italchacao | 3:3       | Atlas                |
| 27 de octubre de 1999 | Guadalajara      | Atlas                | 6:3       | América              |
| 27 de octubre de 1999 | Caracas          | Deportivo Italchacao | 0:0       | Deportivo Táchira    |
| 9 de noviembre de 1999 | Ciudad de México | América              | 6:0       | Deportivo Táchira    |
| 11 de noviembre de 1999 | Guadalajara      | Atlas                | 3:0       | Deportivo Táchira    |
| 16 de noviembre de 1999 | Ciudad de México | América              | 1:1       | Deportivo Italchacao |
| 18 de noviembre de 1999 | Guadalajara      | Atlas                | 2:2       | Deportivo Italchacao |

## Equipos participantes
En cursiva los equipos debutantes en el torneo.
| País                             | Equipo                                                               | Vía de clasificación |
| -------------------------------- | -------------------------------------------------------------------- | --- |
| Argentina 4 cupos                | Boca Juniors River Plate Rosario Central San Lorenzo                 | Campeón del Torneo Apertura 1998 y del Torneo Clausura 1999 Ganador del partido entre los subcampeones del Torneo Apertura 1998 y del Torneo Clausura 1999 Mejor equipo ubicado en la tabla sumatoria de los torneos Apertura 1998, Clausura 1999 y Apertura 1999 2.º mejor equipo ubicado en la tabla sumatoria de los torneos Apertura 1998, Clausura 1999 y Apertura 1999 |
| Bolivia 3 cupos                  | Blooming The Strongest Bolívar                                       | Campeón del Campeonato de Primera División 1999 Subcampeón del Campeonato de Primera División 1999 Mejor puntaje acumulado del Campeonato de Primera División 1999 |
| Brasil 4 cupos + campeón vigente | Palmeiras Corinthians Atlético Mineiro Juventude Atlético Paranaense | Campeón de la Copa Libertadores 1999 Campeón del Campeonato Brasileño de 1999 Subcampeón del Campeonato Brasileño de 1999 Campeón de la Copa de Brasil 1999 Ganador de los play-off clasificatorios a la Copa Libertadores 2000 |
| Chile 3 cupos                    | Universidad de Chile Universidad Católica Cobreloa                   | Campeón del Campeonato de Primera División 1999 Subcampeón del Campeonato de Primera División 1999 3.º puesto del Campeonato de Primera División 1999 |
| Colombia 3 cupos                 | Atlético Nacional América de Cali Junior                             | Campeón del Campeonato Colombiano 1999 Subcampeón del Campeonato Colombiano 1999 Mejor equipo ubicado en la Reclasificación 1999 |
| Ecuador 3 cupos                  | Liga de Quito El Nacional Emelec                                     | Campeón del Campeonato Ecuatoriano de 1999 Subcampeón del Campeonato Ecuatoriano de 1999 3.º puesto de la Liguilla Final del Campeonato Ecuatoriano de 1999 |
| México 2 invitados               | Atlas América                                                        | 1.º puesto de la Copa Pre Libertadores 2000 2.º puesto de la Copa Pre Libertadores 2000 |
| Paraguay 3 cupos                 | Olimpia Cerro Porteño Atlético Colegiales                            | Campeón del Campeonato Paraguayo de 1999 Subcampeón del Campeonato Paraguayo de 1999 Ganador del partido entre los subcampeones del Torneo Apertura 1999 y del Torneo Clausura 1999 |
| Perú 3 cupos                     | Universitario Alianza Lima Sporting Cristal                          | Campeón del Campeonato Descentralizado 1999 Subcampeón del Campeonato Descentralizado 1999 Mejor equipo ubicado en la tabla acumulada del Campeonato Descentralizado 1999 |
| Uruguay 3 cupos                  | Peñarol Nacional Bella Vista                                         | Campeón del Campeonato Uruguayo de 1999 1.º puesto de la Liguilla Pre-Libertadores de América de 1999 2.º puesto de la Liguilla Pre-Libertadores de América de 1999 |

### Distribución geográfica de los equipos
Distribución geográfica de las sedes de los equipos participantes:

## Fase de grupos

### Grupo 1
| Equipo              | Pts. | PJ | PG | PE | PP | GF | GC | DG |
| ------------------- | ---- | -- | -- | -- | -- | -- | -- | -- |
| Atlético Paranaense | 16   | 6  | 5  | 1  | 0  | 11 | 2  | 9  |
| Nacional            | 10   | 6  | 3  | 1  | 2  | 8  | 7  | 1  |
| Alianza Lima        | 5    | 6  | 1  | 2  | 3  | 7  | 12 | –5 |
| Emelec              | 2    | 6  | 0  | 2  | 4  | 3  | 8  | –5 |

| \| Fecha \| Lugar \| Local \| Resultado \| Visitante \| \| ------------- \| ---------- \| ------------------- \| --------- \| ------------------- \| \| 16 de febrero \| Lima \| Alianza Lima \| 0:3 \| Atlético Paranaense \| \| 23 de febrero \| Guayaquil \| Emelec \| 0:2 \| Nacional \| \| 29 de febrero \| Lima \| Alianza Lima \| 2:1 \| Emelec \| \| 8 de marzo \| Montevideo \| Nacional \| 2:0 \| Alianza Lima \| \| 9 de marzo \| Curitiba \| Atlético Paranaense \| 1:0 \| Emelec \| \| 15 de marzo \| Montevideo \| Nacional \| 1:3 \| Atlético Paranaense \| \| 22 de marzo \| Montevideo \| Nacional \| 1:0 \| Emelec \| \| 22 de marzo \| Curitiba \| Atlético Paranaense \| 2:1 \| Alianza Lima \| \| 4 de abril \| Guayaquil \| Emelec \| 0:0 \| Atlético Paranaense \| \| 5 de abril \| Lima \| Alianza Lima \| 2:2 \| Nacional \| \| 12 de abril \| Guayaquil \| Emelec \| 2:2 \| Alianza Lima \| \| 12 de abril \| Curitiba \| Atlético Paranaense \| 2:0 \| Nacional \| |            |                     |           |                     |
| Fecha | Lugar      | Local               | Resultado | Visitante           |
| 16 de febrero | Lima       | Alianza Lima        | 0:3       | Atlético Paranaense |
| 23 de febrero | Guayaquil  | Emelec              | 0:2       | Nacional            |
| 29 de febrero | Lima       | Alianza Lima        | 2:1       | Emelec              |
| 8 de marzo | Montevideo | Nacional            | 2:0       | Alianza Lima        |
| 9 de marzo | Curitiba   | Atlético Paranaense | 1:0       | Emelec              |
| 15 de marzo | Montevideo | Nacional            | 1:3       | Atlético Paranaense |
| 22 de marzo | Montevideo | Nacional            | 1:0       | Emelec              |
| 22 de marzo | Curitiba   | Atlético Paranaense | 2:1       | Alianza Lima        |
| 4 de abril | Guayaquil  | Emelec              | 0:0       | Atlético Paranaense |
| 5 de abril | Lima       | Alianza Lima        | 2:2       | Nacional            |
| 12 de abril | Guayaquil  | Emelec              | 2:2       | Alianza Lima        |
| 12 de abril | Curitiba   | Atlético Paranaense | 2:0       | Nacional            |

### Grupo 2
| Equipo               | Pts. | PJ | PG | PE | PP | GF | GC | DG |
| -------------------- | ---- | -- | -- | -- | -- | -- | -- | -- |
| Boca Juniors         | 13   | 6  | 4  | 1  | 1  | 14 | 5  | 9  |
| Peñarol              | 9    | 6  | 2  | 3  | 1  | 12 | 9  | 3  |
| Blooming             | 7    | 6  | 2  | 1  | 3  | 9  | 17 | –8 |
| Universidad Católica | 4    | 6  | 1  | 1  | 4  | 10 | 14 | –4 |

| \| Fecha \| Lugar \| Local \| Resultado \| Visitante \| \| ------------- \| ------------ \| -------------------- \| --------- \| -------------------- \| \| 22 de febrero \| Santiago \| Universidad Católica \| 1:1 \| Peñarol \| \| 23 de febrero \| Santa Cruz \| Blooming \| 1:0 \| Boca Juniors \| \| 2 de marzo \| Buenos Aires \| Boca Juniors \| 2:1 \| Universidad Católica \| \| 2 de marzo \| Montevideo \| Peñarol \| 2:1 \| Blooming \| \| 9 de marzo \| Santa Cruz \| Blooming \| 3:1 \| Universidad Católica \| \| 16 de marzo \| Montevideo \| Peñarol \| 0:0 \| Boca Juniors \| \| 22 de marzo \| Buenos Aires \| Boca Juniors \| 6:1 \| Blooming \| \| 5 de abril \| Montevideo \| Peñarol \| 5:1 \| Universidad Católica \| \| 12 de abril \| Santiago \| Universidad Católica \| 1:3 \| Boca Juniors \| \| 13 de abril \| Santa Cruz \| Blooming \| 3:3 \| Peñarol \| \| 19 de abril \| Santiago \| Universidad Católica \| 5:0 \| Blooming \| \| 19 de abril \| Buenos Aires \| Boca Juniors \| 3:1 \| Peñarol \| |              |                      |           |                      |
| Fecha | Lugar        | Local                | Resultado | Visitante            |
| 22 de febrero | Santiago     | Universidad Católica | 1:1       | Peñarol              |
| 23 de febrero | Santa Cruz   | Blooming             | 1:0       | Boca Juniors         |
| 2 de marzo | Buenos Aires | Boca Juniors         | 2:1       | Universidad Católica |
| 2 de marzo | Montevideo   | Peñarol              | 2:1       | Blooming             |
| 9 de marzo | Santa Cruz   | Blooming             | 3:1       | Universidad Católica |
| 16 de marzo | Montevideo   | Peñarol              | 0:0       | Boca Juniors         |
| 22 de marzo | Buenos Aires | Boca Juniors         | 6:1       | Blooming             |
| 5 de abril | Montevideo   | Peñarol              | 5:1       | Universidad Católica |
| 12 de abril | Santiago     | Universidad Católica | 1:3       | Boca Juniors         |
| 13 de abril | Santa Cruz   | Blooming             | 3:3       | Peñarol              |
| 19 de abril | Santiago     | Universidad Católica | 5:0       | Blooming             |
| 19 de abril | Buenos Aires | Boca Juniors         | 3:1       | Peñarol              |

### Grupo 3
| Equipo        | Pts. | PJ | PG | PE | PP | GF | GC | DG  |
| ------------- | ---- | -- | -- | -- | -- | -- | -- | --- |
| Corinthians   | 13   | 6  | 4  | 1  | 1  | 17 | 9  | 8   |
| América       | 10   | 6  | 3  | 1  | 2  | 15 | 9  | 6   |
| Olimpia       | 8    | 6  | 2  | 2  | 2  | 13 | 17 | –4  |
| Liga de Quito | 2    | 6  | 0  | 2  | 4  | 3  | 13 | –10 |

| \| Fecha \| Lugar \| Local \| Resultado \| Visitante \| \| ------------- \| ---------------- \| ------------- \| --------- \| ------------- \| \| 16 de febrero \| Ciudad de México \| América \| 2:0 \| Corinthians \| \| 22 de febrero \| Quito \| Liga de Quito \| 0:1 \| Olimpia \| \| 1 de marzo \| Asunción \| Olimpia \| 3:1 \| América \| \| 3 de marzo \| São Paulo \| Corinthians \| 6:0 \| Liga de Quito \| \| 14 de marzo \| Ciudad de México \| América \| 1:0 \| Liga de Quito \| \| 14 de marzo \| Asunción \| Olimpia \| 2:2 \| Corinthians \| \| 5 de abril \| São Paulo \| Corinthians \| 2:1 \| América \| \| 5 de abril \| Asunción \| Olimpia \| 1:1 \| Liga de Quito \| \| 11 de abril \| Quito \| Liga de Quito \| 0:2 \| Corinthians \| \| 12 de abril \| Ciudad de México \| América \| 8:2 \| Olimpia \| \| 19 de abril \| Quito \| Liga de Quito \| 2:2 \| América \| \| 19 de abril \| São Paulo \| Corinthians \| 5:4 \| Olimpia \| |                  |               |           |               |
| Fecha | Lugar            | Local         | Resultado | Visitante     |
| 16 de febrero | Ciudad de México | América       | 2:0       | Corinthians   |
| 22 de febrero | Quito            | Liga de Quito | 0:1       | Olimpia       |
| 1 de marzo | Asunción         | Olimpia       | 3:1       | América       |
| 3 de marzo | São Paulo        | Corinthians   | 6:0       | Liga de Quito |
| 14 de marzo | Ciudad de México | América       | 1:0       | Liga de Quito |
| 14 de marzo | Asunción         | Olimpia       | 2:2       | Corinthians   |
| 5 de abril | São Paulo        | Corinthians   | 2:1       | América       |
| 5 de abril | Asunción         | Olimpia       | 1:1       | Liga de Quito |
| 11 de abril | Quito            | Liga de Quito | 0:2       | Corinthians   |
| 12 de abril | Ciudad de México | América       | 8:2       | Olimpia       |
| 19 de abril | Quito            | Liga de Quito | 2:2       | América       |
| 19 de abril | São Paulo        | Corinthians   | 5:4       | Olimpia       |

### Grupo 4
| Equipo               | Pts. | PJ | PG | PE | PP | GF | GC | DG |
| -------------------- | ---- | -- | -- | -- | -- | -- | -- | -- |
| River Plate          | 9    | 6  | 2  | 3  | 1  | 11 | 9  | 2  |
| Atlas                | 8    | 6  | 2  | 2  | 2  | 13 | 10 | 3  |
| Universidad de Chile | 8    | 6  | 2  | 2  | 2  | 10 | 10 | 0  |
| Atlético Nacional    | 7    | 6  | 2  | 1  | 3  | 11 | 16 | –5 |

| \| Fecha \| Lugar \| Local \| Resultado \| Visitante \| \| ------------- \| ------------ \| -------------------- \| --------- \| -------------------- \| \| 23 de febrero \| Guadalajara \| Atlas \| 1:1 \| River Plate \| \| 23 de febrero \| Santiago \| Universidad de Chile \| 4:0 \| Atlético Nacional \| \| 29 de febrero \| Medellín \| Atlético Nacional \| 2:3 \| Atlas \| \| 1 de marzo \| Buenos Aires \| River Plate \| 3:1 \| Universidad de Chile \| \| 8 de marzo \| Guadalajara \| Atlas \| 0:0 \| Universidad de Chile \| \| 8 de marzo \| Medellín \| Atlético Nacional \| 1:1 \| River Plate \| \| 15 de marzo \| Buenos Aires \| River Plate \| 3:2 \| Atlas \| \| 16 de marzo \| Medellín \| Atlético Nacional \| 4:1 \| Universidad de Chile \| \| 22 de marzo \| Guadalajara \| Atlas \| 5:1 \| Atlético Nacional \| \| 6 de abril \| Santiago \| Universidad de Chile \| 1:1 \| River Plate \| \| 20 de abril \| Santiago \| Universidad de Chile \| 3:2 \| Atlas \| \| 20 de abril \| Buenos Aires \| River Plate \| 2:3 \| Atlético Nacional \| |              |                      |           |                      |
| Fecha | Lugar        | Local                | Resultado | Visitante            |
| 23 de febrero | Guadalajara  | Atlas                | 1:1       | River Plate          |
| 23 de febrero | Santiago     | Universidad de Chile | 4:0       | Atlético Nacional    |
| 29 de febrero | Medellín     | Atlético Nacional    | 2:3       | Atlas                |
| 1 de marzo | Buenos Aires | River Plate          | 3:1       | Universidad de Chile |
| 8 de marzo | Guadalajara  | Atlas                | 0:0       | Universidad de Chile |
| 8 de marzo | Medellín     | Atlético Nacional    | 1:1       | River Plate          |
| 15 de marzo | Buenos Aires | River Plate          | 3:2       | Atlas                |
| 16 de marzo | Medellín     | Atlético Nacional    | 4:1       | Universidad de Chile |
| 22 de marzo | Guadalajara  | Atlas                | 5:1       | Atlético Nacional    |
| 6 de abril | Santiago     | Universidad de Chile | 1:1       | River Plate          |
| 20 de abril | Santiago     | Universidad de Chile | 3:2       | Atlas                |
| 20 de abril | Buenos Aires | River Plate          | 2:3       | Atlético Nacional    |

### Grupo 5
| Equipo        | Pts. | PJ | PG | PE | PP | GF | GC | DG |
| ------------- | ---- | -- | -- | -- | -- | -- | -- | -- |
| Junior        | 12   | 6  | 4  | 0  | 2  | 7  | 4  | 3  |
| Cerro Porteño | 10   | 6  | 3  | 1  | 2  | 9  | 6  | 3  |
| San Lorenzo   | 8    | 6  | 2  | 2  | 2  | 10 | 9  | 1  |
| Universitario | 4    | 6  | 1  | 1  | 4  | 2  | 9  | –7 |

| \| Fecha \| Lugar \| Local \| Resultado \| Visitante \| \| ------------- \| ------------ \| ------------- \| --------- \| ------------- \| \| 17 de febrero \| Asunción \| Cerro Porteño \| 1:0 \| Junior \| \| 22 de febrero \| Buenos Aires \| San Lorenzo \| 3:0 \| Universitario \| \| 2 de marzo \| Lima \| Universitario \| 1:0 \| Cerro Porteño \| \| 2 de marzo \| Barranquilla \| Junior \| 3:1 \| San Lorenzo \| \| 7 de marzo \| Buenos Aires \| San Lorenzo \| 2:2 \| Cerro Porteño \| \| 9 de marzo \| Barranquilla \| Junior \| 1:0 \| Universitario \| \| 15 de marzo \| Barranquilla \| Junior \| 2:0 \| Cerro Porteño \| \| 16 de marzo \| Lima \| Universitario \| 1:1 \| San Lorenzo \| \| 21 de marzo \| Buenos Aires \| San Lorenzo \| 2:0 \| Junior \| \| 21 de marzo \| Asunción \| Cerro Porteño \| 3:0 \| Universitario \| \| 6 de abril \| Lima \| Universitario \| 0:1 \| Junior \| \| 6 de abril \| Asunción \| Cerro Porteño \| 3:1 \| San Lorenzo \| |              |               |           |               |
| Fecha | Lugar        | Local         | Resultado | Visitante     |
| 17 de febrero | Asunción     | Cerro Porteño | 1:0       | Junior        |
| 22 de febrero | Buenos Aires | San Lorenzo   | 3:0       | Universitario |
| 2 de marzo | Lima         | Universitario | 1:0       | Cerro Porteño |
| 2 de marzo | Barranquilla | Junior        | 3:1       | San Lorenzo   |
| 7 de marzo | Buenos Aires | San Lorenzo   | 2:2       | Cerro Porteño |
| 9 de marzo | Barranquilla | Junior        | 1:0       | Universitario |
| 15 de marzo | Barranquilla | Junior        | 2:0       | Cerro Porteño |
| 16 de marzo | Lima         | Universitario | 1:1       | San Lorenzo   |
| 21 de marzo | Buenos Aires | San Lorenzo   | 2:0       | Junior        |
| 21 de marzo | Asunción     | Cerro Porteño | 3:0       | Universitario |
| 6 de abril | Lima         | Universitario | 0:1       | Junior        |
| 6 de abril | Asunción     | Cerro Porteño | 3:1       | San Lorenzo   |

### Grupo 6
| Equipo              | Pts. | PJ | PG | PE | PP | GF | GC | DG |
| ------------------- | ---- | -- | -- | -- | -- | -- | -- | -- |
| América de Cali     | 16   | 6  | 5  | 1  | 0  | 20 | 10 | 10 |
| Rosario Central     | 9    | 6  | 2  | 3  | 1  | 19 | 17 | 2  |
| Sporting Cristal    | 4    | 6  | 1  | 1  | 4  | 9  | 13 | –4 |
| Atlético Colegiales | 4    | 6  | 1  | 1  | 4  | 10 | 18 | –8 |

| \| Fecha \| Lugar \| Local \| Resultado \| Visitante \| \| ------------- \| --------------- \| ------------------- \| --------- \| ------------------- \| \| 22 de febrero \| Ciudad del Este \| Atlético Colegiales \| 2:5 \| América de Cali \| \| 22 de febrero \| Rosario \| Rosario Central \| 3:1 \| Sporting Cristal \| \| 7 de marzo \| Lima \| Sporting Cristal \| 3:0 \| Atlético Colegiales \| \| 7 de marzo \| Bogotá \| América de Cali \| 5:3 \| Rosario Central \| \| 14 de marzo \| Bogotá \| América de Cali \| 3:1 \| Sporting Cristal \| \| 14 de marzo \| Rosario \| Rosario Central \| 4:2 \| Atlético Colegiales \| \| 22 de marzo \| Bogotá \| América de Cali \| 2:1 \| Atlético Colegiales \| \| 23 de marzo \| Lima \| Sporting Cristal \| 3:3 \| Rosario Central \| \| 4 de abril \| Ciudad del Este \| Atlético Colegiales \| 2:1 \| Sporting Cristal \| \| 4 de abril \| Rosario \| Rosario Central \| 3:3 \| América de Cali \| \| 19 de abril \| Ciudad del Este \| Atlético Colegiales \| 3:3 \| Rosario Central \| \| 19 de abril \| Lima \| Sporting Cristal \| 0:2 \| América de Cali \| |                 |                     |           |                     |
| Fecha | Lugar           | Local               | Resultado | Visitante           |
| 22 de febrero | Ciudad del Este | Atlético Colegiales | 2:5       | América de Cali     |
| 22 de febrero | Rosario         | Rosario Central     | 3:1       | Sporting Cristal    |
| 7 de marzo | Lima            | Sporting Cristal    | 3:0       | Atlético Colegiales |
| 7 de marzo | Bogotá          | América de Cali     | 5:3       | Rosario Central     |
| 14 de marzo | Bogotá          | América de Cali     | 3:1       | Sporting Cristal    |
| 14 de marzo | Rosario         | Rosario Central     | 4:2       | Atlético Colegiales |
| 22 de marzo | Bogotá          | América de Cali     | 2:1       | Atlético Colegiales |
| 23 de marzo | Lima            | Sporting Cristal    | 3:3       | Rosario Central     |
| 4 de abril | Ciudad del Este | Atlético Colegiales | 2:1       | Sporting Cristal    |
| 4 de abril | Rosario         | Rosario Central     | 3:3       | América de Cali     |
| 19 de abril | Ciudad del Este | Atlético Colegiales | 3:3       | Rosario Central     |
| 19 de abril | Lima            | Sporting Cristal    | 0:2       | América de Cali     |

### Grupo 7
| Equipo        | Pts. | PJ | PG | PE | PP | GF | GC | DG |
| ------------- | ---- | -- | -- | -- | -- | -- | -- | -- |
| Palmeiras     | 10   | 6  | 3  | 1  | 2  | 16 | 10 | 6  |
| El Nacional   | 10   | 6  | 3  | 1  | 2  | 10 | 7  | 3  |
| Juventude     | 7    | 6  | 2  | 1  | 3  | 8  | 12 | –4 |
| The Strongest | 7    | 6  | 2  | 1  | 3  | 10 | 15 | –5 |

| \| Fecha \| Lugar \| Local \| Resultado \| Visitante \| \| ------------- \| ------------- \| ------------- \| --------- \| ------------- \| \| 15 de febrero \| São Paulo \| Palmeiras \| 4:0 \| The Strongest \| \| 16 de febrero \| Caxias do Sul \| Juventude \| 1:0 \| El Nacional \| \| 8 de marzo \| La Paz \| The Strongest \| 5:1 \| Juventude \| \| 16 de marzo \| Quito \| El Nacional \| 3:1 \| Palmeiras \| \| 21 de marzo \| Quito \| El Nacional \| 0:0 \| The Strongest \| \| 21 de marzo \| São Paulo \| Palmeiras \| 3:0 \| Juventude \| \| 6 de abril \| Quito \| El Nacional \| 2:0 \| Juventude \| \| 6 de abril \| La Paz \| The Strongest \| 4:2 \| Palmeiras \| \| 12 de abril \| Caxias do Sul \| Juventude \| 4:0 \| The Strongest \| \| 13 de abril \| São Paulo \| Palmeiras \| 4:1 \| El Nacional \| \| 20 de abril \| La Paz \| The Strongest \| 1:4 \| El Nacional \| \| 20 de abril \| Caxias do Sul \| Juventude \| 2:2 \| Palmeiras \| |               |               |           |               |
| Fecha | Lugar         | Local         | Resultado | Visitante     |
| 15 de febrero | São Paulo     | Palmeiras     | 4:0       | The Strongest |
| 16 de febrero | Caxias do Sul | Juventude     | 1:0       | El Nacional   |
| 8 de marzo | La Paz        | The Strongest | 5:1       | Juventude     |
| 16 de marzo | Quito         | El Nacional   | 3:1       | Palmeiras     |
| 21 de marzo | Quito         | El Nacional   | 0:0       | The Strongest |
| 21 de marzo | São Paulo     | Palmeiras     | 3:0       | Juventude     |
| 6 de abril | Quito         | El Nacional   | 2:0       | Juventude     |
| 6 de abril | La Paz        | The Strongest | 4:2       | Palmeiras     |
| 12 de abril | Caxias do Sul | Juventude     | 4:0       | The Strongest |
| 13 de abril | São Paulo     | Palmeiras     | 4:1       | El Nacional   |
| 20 de abril | La Paz        | The Strongest | 1:4       | El Nacional   |
| 20 de abril | Caxias do Sul | Juventude     | 2:2       | Palmeiras     |

### Grupo 8
| Equipo           | Pts. | PJ | PG | PE | PP | GF | GC | DG |
| ---------------- | ---- | -- | -- | -- | -- | -- | -- | -- |
| Bolívar          | 10   | 6  | 3  | 1  | 2  | 12 | 9  | 3  |
| Atlético Mineiro | 9    | 6  | 3  | 0  | 3  | 9  | 7  | 2  |
| Bella Vista      | 8    | 6  | 2  | 2  | 2  | 8  | 5  | 3  |
| Cobreloa         | 6    | 6  | 1  | 3  | 2  | 7  | 15 | –8 |

| \| Fecha \| Lugar \| Local \| Resultado \| Visitante \| \| ------------- \| -------------- \| ---------------- \| --------- \| ---------------- \| \| 17 de febrero \| Belo Horizonte \| Atlético Mineiro \| 1:0 \| Bolívar \| \| 24 de febrero \| Maldonado \| Bella Vista \| 1:1 \| Cobreloa \| \| 1 de marzo \| La Paz \| Bolívar \| 1:0 \| Bella Vista \| \| 9 de marzo \| Calama \| Cobreloa \| 1:0 \| Atlético Mineiro \| \| 14 de marzo \| Calama \| Cobreloa \| 3:3 \| Bolívar \| \| 14 de marzo \| Belo Horizonte \| Atlético Mineiro \| 2:1 \| Bella Vista \| \| 22 de marzo \| Calama \| Cobreloa \| 1:1 \| Bella Vista \| \| 22 de marzo \| La Paz \| Bolívar \| 4:0 \| Atlético Mineiro \| \| 4 de abril \| Maldonado \| Bella Vista \| 4:0 \| Bolívar \| \| 5 de abril \| Belo Horizonte \| Atlético Mineiro \| 6:0 \| Cobreloa \| \| 18 de abril \| Maldonado \| Bella Vista \| 1:0 \| Atlético Mineiro \| \| 18 de abril \| La Paz \| Bolívar \| 4:1 \| Cobreloa \| |                |                  |           |                  |
| Fecha | Lugar          | Local            | Resultado | Visitante        |
| 17 de febrero | Belo Horizonte | Atlético Mineiro | 1:0       | Bolívar          |
| 24 de febrero | Maldonado      | Bella Vista      | 1:1       | Cobreloa         |
| 1 de marzo | La Paz         | Bolívar          | 1:0       | Bella Vista      |
| 9 de marzo | Calama         | Cobreloa         | 1:0       | Atlético Mineiro |
| 14 de marzo | Calama         | Cobreloa         | 3:3       | Bolívar          |
| 14 de marzo | Belo Horizonte | Atlético Mineiro | 2:1       | Bella Vista      |
| 22 de marzo | Calama         | Cobreloa         | 1:1       | Bella Vista      |
| 22 de marzo | La Paz         | Bolívar          | 4:0       | Atlético Mineiro |
| 4 de abril | Maldonado      | Bella Vista      | 4:0       | Bolívar          |
| 5 de abril | Belo Horizonte | Atlético Mineiro | 6:0       | Cobreloa         |
| 18 de abril | Maldonado      | Bella Vista      | 1:0       | Atlético Mineiro |
| 18 de abril | La Paz         | Bolívar          | 4:1       | Cobreloa         |

## Fases finales

### Cuadro de desarrollo
|  | Octavos de final | Octavos de final     | Octavos de final | Octavos de final | Octavos de final |   |              | Cuartos de final | Cuartos de final | Cuartos de final | Cuartos de final | Cuartos de final |  |               | Semifinales              | Semifinales              | Semifinales              | Semifinales              | Semifinales              |  |           | Final            | Final            | Final            | Final            | Final            |  |
|  | 2 al 11 de mayo  | 2 al 11 de mayo      | 2 al 11 de mayo  | 2 al 11 de mayo  | 2 al 11 de mayo  |   |              | 17 al 25 de mayo | 17 al 25 de mayo | 17 al 25 de mayo | 17 al 25 de mayo | 17 al 25 de mayo |  |               | 30 de mayo al 7 de junio | 30 de mayo al 7 de junio | 30 de mayo al 7 de junio | 30 de mayo al 7 de junio | 30 de mayo al 7 de junio |  |           | 14 y 21 de junio | 14 y 21 de junio | 14 y 21 de junio | 14 y 21 de junio | 14 y 21 de junio |  |
|  |                  |                      |                  |                  |                  |   |              |                  |                  |                  |                  |                  |  |               |                          |                          |                          |                          |                          |  |           |                  |                  |                  |                  |                  |  |
|  |                  |                      |                  |                  |                  |   |              |                  |                  |                  |                  |                  |  |               |                          |                          |                          |                          |                          |  |           |                  |                  |                  |                  |                  |  |
|  | G7 1             | Palmeiras (p)        | 0                | 3                | 3 (3)            |   |              |                  |                  |                  |                  |                  |  |               |                          |                          |                          |                          |                          |  |           |                  |                  |                  |                  |                  |  |
|  | G7 1             | Palmeiras (p)        | 0                | 3                | 3 (3)            |   |              |                  |                  |                  |                  |                  |  |               |                          |                          |                          |                          |                          |  |           |                  |                  |                  |                  |                  |  |
|  | G2 2             | Peñarol              | 2                | 1                | 3 (2)            |   |              |                  |                  |                  |                  |                  |  |               |                          |                          |                          |                          |                          |  |           |                  |                  |                  |                  |                  |  |
|  | G2 2             | Peñarol              | 2                | 1                | 3 (2)            |   | Palmeiras    | Palmeiras        | 2                | 3                | 5                |                  |  |               |                          |                          |                          |                          |                          |  |           |                  |                  |                  |                  |                  |  |
|  |                  |                      |                  |                  |                  |   | Palmeiras    | Palmeiras        | 2                | 3                | 5                |                  |  |               |                          |                          |                          |                          |                          |  |           |                  |                  |                  |                  |                  |  |
|  |                  |                      | Atlas            | Atlas            | 0                | 2 | 2            |                  |                  |                  |                  |                  |  |               |                          |                          |                          |                          |                          |  |           |                  |                  |                  |                  |                  |  |
|  | G5 1             | Junior               | Atlas            | Atlas            | 0                | 2 | 2            | 0                | 1                | 1                |                  |                  |  |               |                          |                          |                          |                          |                          |  |           |                  |                  |                  |                  |                  |  |
|  | G5 1             | Junior               |                  |                  |                  |   |              |                  |                  | 1                |                  |                  |  |               |                          |                          |                          |                          |                          |  |           |                  |                  |                  |                  |                  |  |
|  | G4 2             | Atlas                | 2                | 3                | 5                |   |              |                  |                  |                  |                  |                  |  |               |                          |                          |                          |                          |                          |  |           |                  |                  |                  |                  |                  |  |
|  | G4 2             | Atlas                | 2                | 3                | 5                |   |              |                  |                  |                  |                  |                  |  | Palmeiras (p) | Palmeiras (p)            | 3                        | 3                        | 6 (5)                    |                          |  |           |                  |                  |                  |                  |                  |  |
|  |                  |                      |                  |                  |                  |   |              |                  |                  |                  |                  |                  |  | Palmeiras (p) | Palmeiras (p)            | 3                        | 3                        | 6 (5)                    |                          |  |           |                  |                  |                  |                  |                  |  |
|  |                  |                      | Corinthians      | Corinthians      | 4                | 2 | 6 (4)        |                  |                  |                  |                  |                  |  |               |                          |                          |                          |                          |                          |  |           |                  |                  |                  |                  |                  |  |
|  | G3 1             | Corinthians (p)      | Corinthians      | Corinthians      | 4                | 2 | 6 (4)        | 2                | 3                | 5 (4)            |                  |                  |  |               |                          |                          |                          |                          |                          |  |           |                  |                  |                  |                  |                  |  |
|  | G3 1             | Corinthians (p)      |                  |                  |                  |   |              |                  |                  | 5 (4)            |                  |                  |  |               |                          |                          |                          |                          |                          |  |           |                  |                  |                  |                  |                  |  |
|  | G6 2             | Rosario Central      | 3                | 2                | 5 (3)            |   |              |                  |                  |                  |                  |                  |  |               |                          |                          |                          |                          |                          |  |           |                  |                  |                  |                  |                  |  |
|  | G6 2             | Rosario Central      | 3                | 2                | 5 (3)            |   | Corinthians  | Corinthians      | 1                | 2                | 3                |                  |  |               |                          |                          |                          |                          |                          |  |           |                  |                  |                  |                  |                  |  |
|  |                  |                      |                  |                  |                  |   | Corinthians  | Corinthians      | 1                | 2                | 3                |                  |  |               |                          |                          |                          |                          |                          |  |           |                  |                  |                  |                  |                  |  |
|  |                  |                      | Atlético Mineiro | Atlético Mineiro | 1                | 1 | 2            |                  |                  |                  |                  |                  |  |               |                          |                          |                          |                          |                          |  |           |                  |                  |                  |                  |                  |  |
|  | G1 1             | Atlético Paranaense  | Atlético Mineiro | Atlético Mineiro | 1                | 1 | 2            | 0                | 2                | 2 (3)            |                  |                  |  |               |                          |                          |                          |                          |                          |  |           |                  |                  |                  |                  |                  |  |
|  | G1 1             | Atlético Paranaense  |                  |                  |                  |   |              |                  |                  | 2 (3)            |                  |                  |  |               |                          |                          |                          |                          |                          |  |           |                  |                  |                  |                  |                  |  |
|  | G8 2             | Atlético Mineiro (p) | 1                | 1                | 2 (5)            |   |              |                  |                  |                  |                  |                  |  |               |                          |                          |                          |                          |                          |  |           |                  |                  |                  |                  |                  |  |
|  | G8 2             | Atlético Mineiro (p) | 1                | 1                | 2 (5)            |   |              |                  |                  |                  |                  |                  |  |               |                          |                          |                          |                          |                          |  | Palmeiras | Palmeiras        | 2                | 0                | 2 (2)            |                  |  |
|  |                  |                      |                  |                  |                  |   |              |                  |                  |                  |                  |                  |  |               |                          |                          |                          |                          |                          |  | Palmeiras | Palmeiras        | 2                | 0                | 2 (2)            |                  |  |
|  |                  |                      | Boca Juniors (p) | Boca Juniors (p) | 2                | 0 | 2 (4)        |                  |                  |                  |                  |                  |  |               |                          |                          |                          |                          |                          |  |           |                  |                  |                  |                  |                  |  |
|  | G8 1             | Bolívar (p)          | Boca Juniors (p) | Boca Juniors (p) | 2                | 0 | 2 (4)        | 0                | 3                | 3 (5)            |                  |                  |  |               |                          |                          |                          |                          |                          |  |           |                  |                  |                  |                  |                  |  |
|  | G8 1             | Bolívar (p)          |                  |                  |                  |   |              |                  |                  | 3 (5)            |                  |                  |  |               |                          |                          |                          |                          |                          |  |           |                  |                  |                  |                  |                  |  |
|  | G1 2             | Nacional             | 3                | 0                | 3 (3)            |   |              |                  |                  |                  |                  |                  |  |               |                          |                          |                          |                          |                          |  |           |                  |                  |                  |                  |                  |  |
|  | G1 2             | Nacional             | 3                | 0                | 3 (3)            |   | Bolívar      | Bolívar          | 0                | 1                | 1                |                  |  |               |                          |                          |                          |                          |                          |  |           |                  |                  |                  |                  |                  |  |
|  |                  |                      |                  |                  |                  |   | Bolívar      | Bolívar          | 0                | 1                | 1                |                  |  |               |                          |                          |                          |                          |                          |  |           |                  |                  |                  |                  |                  |  |
|  |                  |                      | América          | América          | 2                | 2 | 4            |                  |                  |                  |                  |                  |  |               |                          |                          |                          |                          |                          |  |           |                  |                  |                  |                  |                  |  |
|  | G6 1             | América de Cali      | América          | América          | 2                | 2 | 4            | 1                | 2                | 3                |                  |                  |  |               |                          |                          |                          |                          |                          |  |           |                  |                  |                  |                  |                  |  |
|  | G6 1             | América de Cali      |                  |                  |                  |   |              |                  |                  | 3                |                  |                  |  |               |                          |                          |                          |                          |                          |  |           |                  |                  |                  |                  |                  |  |
|  | G3 2             | América              | 2                | 3                | 5                |   |              |                  |                  |                  |                  |                  |  |               |                          |                          |                          |                          |                          |  |           |                  |                  |                  |                  |                  |  |
|  | G3 2             | América              | 2                | 3                | 5                |   |              |                  |                  |                  |                  |                  |  | América       | América                  | 1                        | 3                        | 4                        |                          |  |           |                  |                  |                  |                  |                  |  |
|  |                  |                      |                  |                  |                  |   |              |                  |                  |                  |                  |                  |  | América       | América                  | 1                        | 3                        | 4                        |                          |  |           |                  |                  |                  |                  |                  |  |
|  |                  |                      | Boca Juniors     | Boca Juniors     | 4                | 1 | 5            |                  |                  |                  |                  |                  |  |               |                          |                          |                          |                          |                          |  |           |                  |                  |                  |                  |                  |  |
|  | G2 1             | Boca Juniors         | Boca Juniors     | Boca Juniors     | 4                | 1 | 5            | 0                | 5                | 5                |                  |                  |  |               |                          |                          |                          |                          |                          |  |           |                  |                  |                  |                  |                  |  |
|  | G2 1             | Boca Juniors         |                  |                  |                  |   |              |                  |                  | 5                |                  |                  |  |               |                          |                          |                          |                          |                          |  |           |                  |                  |                  |                  |                  |  |
|  | G7 2             | El Nacional          | 0                | 3                | 3                |   |              |                  |                  |                  |                  |                  |  |               |                          |                          |                          |                          |                          |  |           |                  |                  |                  |                  |                  |  |
|  | G7 2             | El Nacional          | 0                | 3                | 3                |   | Boca Juniors | Boca Juniors     | 1                | 3                | 4                |                  |  |               |                          |                          |                          |                          |                          |  |           |                  |                  |                  |                  |                  |  |
|  |                  |                      |                  |                  |                  |   | Boca Juniors | Boca Juniors     | 1                | 3                | 4                |                  |  |               |                          |                          |                          |                          |                          |  |           |                  |                  |                  |                  |                  |  |
|  |                  |                      | River Plate      | River Plate      | 2                | 0 | 2            |                  |                  |                  |                  |                  |  |               |                          |                          |                          |                          |                          |  |           |                  |                  |                  |                  |                  |  |
|  | G4 1             | River Plate          | River Plate      | River Plate      | 2                | 0 | 2            | 4                | 1                | 5                |                  |                  |  |               |                          |                          |                          |                          |                          |  |           |                  |                  |                  |                  |                  |  |
|  | G4 1             | River Plate          |                  |                  |                  |   |              |                  |                  | 5                |                  |                  |  |               |                          |                          |                          |                          |                          |  |           |                  |                  |                  |                  |                  |  |
|  | G5 2             | Cerro Porteño        | 0                | 0                | 0                |   |              |                  |                  |                  |                  |                  |  |               |                          |                          |                          |                          |                          |  |           |                  |                  |                  |                  |                  |  |
|  | G5 2             | Cerro Porteño        | 0                | 0                | 0                |   |              |                  |                  |                  |                  |                  |  |               |                          |                          |                          |                          |                          |  |           |                  |                  |                  |                  |                  |  |
|  |                  |                      |                  |                  |                  |   |              |                  |                  |                  |                  |                  |  |               |                          |                          |                          |                          |                          |  |           |                  |                  |                  |                  |                  |  |

- Nota: En cada llave, el equipo que ocupa la primera línea es el que definió la serie como local.
- Nota 2: En las llaves de octavos de final, a cada equipo se le indica "Gx p", donde p es la posición final que ocupó en el grupo x de la fase de grupos.

### Octavos de final
| 4 de mayo de 2000 | Peñarol                             | 2:0 (1:0) | Palmeiras | Estadio Centenario, Montevideo |                            |
|                   | Pacheco 40' · Bengoechea 80' (pen.) |           |           | Árbitro(s): Daniel Giménez     | Árbitro(s): Daniel Giménez |

| 11 de mayo de 2000 | Palmeiras                       | 3:1 (2:0) (3:2 p.)         | Peñarol                                              | Estadio Palestra Itália, São Paulo |                               |
|                    | Neném 17' · Ramos 45', 55'      |                            | Pacheco 61'                                          | Árbitro(s): Epifanio González      | Árbitro(s): Epifanio González |
|                    |                                 | Tiros desde el punto penal |                                                      |                                    |                               |
|                    | Ramos · Euller · Alex · Rogério |                            | Pacheco · Bengoechea · Bueno · Aguirregaray · Cedrés |                                    |                               |

| 3 de mayo de 2000 | Atlas                     | 2:0 (0:0) | Junior | Estadio Jalisco, Guadalajara    |                                 |
|                   | Rodríguez 77' (pen.), 81' |           |        | Árbitro(s): Oscar Roberto Godói | Árbitro(s): Oscar Roberto Godói |

| 10 de mayo de 2000 | Junior      | 1:3 (0:1) | Atlas                                   | Estadio Metropolitano, Barranquilla |                            |
|                    | Herrera 78' |           | Rodríguez 42' · Osorno 73' · Ailton 83' | Árbitro(s): Daniel Giménez          | Árbitro(s): Daniel Giménez |

| 3 de mayo de 2000 | Rosario Central                              | 3:2 (1:0) | Corinthians     | Estadio Gigante de Arroyito, Rosario |                           |
|                   | Pizzi 45' · Cappelletti 60' · Maceratesi 62' |           | Luizão 48', 67' | Árbitro(s): Ubaldo Aquino            | Árbitro(s): Ubaldo Aquino |

| 9 de mayo de 2000 | Corinthians                                    | 3:2 (1:1) (4:3 p.)         | Rosario Central                                 | Estadio Pacaembú, São Paulo |                             |
|                   | Luizão 48', 67' · Edílson 57'                  |                            | Pizzi 37' · Gordillo 46'                        | Árbitro(s): Carlos Amarilla | Árbitro(s): Carlos Amarilla |
|                   |                                                | Tiros desde el punto penal |                                                 |                             |                             |
|                   | Ricardinho · Senna · Edú · Luizão · Marcelinho |                            | Pizzi · Canals · Rivarola · González · Gordillo |                             |                             |

| 2 de mayo de 2000 | Atlético Mineiro | 1:0 (1:0) | Atlético Paranaense | Estadio Mineirão, Belo Horizonte |                          |
|                   | Guilherme 25'    |           |                     | Árbitro(s): Carlos Simon         | Árbitro(s): Carlos Simon |

| 11 de mayo de 2000 | Atlético Paranaense                      | 2:1 (2:0) (3:5 p.)         | Atlético Mineiro                             | Arena da Baixada, Curitiba  |                             |
|                    | Kelly 25' · Luisinho Netto 37'           |                            | Marques 81'                                  | Árbitro(s): Antônio Pereira | Árbitro(s): Antônio Pereira |
|                    |                                          | Tiros desde el punto penal |                                              |                             |                             |
|                    | Silas · Kelly · Adriano Gabiru · Gustavo |                            | Lincoln · Ramon · Soares · Gallo · Guilherme |                             |                             |

| 3 de mayo de 2000 | Nacional                                      | 3:0 (1:0) | Bolívar | Estadio Centenario, Montevideo |                              |
|                   | Regueiro 8' · Álvez 79' (pen.) · Martínez 89' |           |         | Árbitro(s): Horacio Elizondo   | Árbitro(s): Horacio Elizondo |

| 10 de mayo de 2000 | Bolívar                                           | 3:0 (3:0) (5:3 p.)         | Nacional                             | Estadio Hernando Siles, La Paz   |                                  |
|                    | García 15' · Ferreira 21' · Baldivieso 22'        |                            |                                      | Árbitro(s): Mario Sánchez Yantén | Árbitro(s): Mario Sánchez Yantén |
|                    |                                                   | Tiros desde el punto penal |                                      |                                  |                                  |
|                    | Lozano · Ferreira · Botero · Sánchez · Baldivieso |                            | Jorjão · Meneses · Scotti · da Silva |                                  |                                  |

| 2 de mayo de 2000 | América               | 2:1 (1:1) | América de Cali | Estadio Azteca, Ciudad de México |                             |
|                   | Luna 37' · Blanco 83' |           | Castillo 9'     | Árbitro(s): Antônio Pereira      | Árbitro(s): Antônio Pereira |

| 9 de mayo de 2000 | América de Cali           | 2:3 (1:1) | América              | Estadio El Campín, Bogotá    |                              |
|                   | Carvajal 44' · Moreno 78' |           | Blanco 12', 73', 76' | Árbitro(s): Horacio Elizondo | Árbitro(s): Horacio Elizondo |

| 3 de mayo de 2000 | El Nacional | 0:0 | Boca Juniors | Estadio Olímpico Atahualpa, Quito |  |
|                   |             |     |              | Árbitro(s): Óscar Ruiz            |  |

| 9 de mayo de 2000 | Boca Juniors                                                                              | 5:3 (5:1) | El Nacional                              | Estadio La Bombonera, Buenos Aires |                            |
|                   | Riquelme 3' · Moreno 11' · Gustavo Barros Schelotto 23' · Arruabarrena 28' · Bermúdez 42' |           | Calle 13' · Quintero 65' · Maldonado 89' | Árbitro(s): Gustavo Méndez         | Árbitro(s): Gustavo Méndez |

| 4 de mayo de 2000 | Cerro Porteño | 0:4 (0:3) | River Plate                              | Estadio General Pablo Rojas, Asunción |                             |
|                   |               |           | Aimar 26' · Ángel 38', 40' · Saviola 53' | Árbitro(s): Jorge Larrionda           | Árbitro(s): Jorge Larrionda |

| 10 de mayo de 2000 | River Plate  | 1:0 (0:0) | Cerro Porteño | Estadio Monumental, Buenos Aires |                               |
|                    | Cardetti 71' |           |               | Árbitro(s): José Luis Da Rosa    | Árbitro(s): José Luis Da Rosa |

### Cuartos de final
| 18 de mayo de 2000 | Atlas | 0:2 (0:1) | Palmeiras             | Estadio Jalisco, Guadalajara |                           |
|                    |       | Reporte   | Pena 14' · Euller 79' | Árbitro(s): Ubaldo Aquino    | Árbitro(s): Ubaldo Aquino |

| 25 de mayo de 2000 | Palmeiras                            | 3:2 (1:0) | Atlas                     | Estadio Palestra Itália, São Paulo |                            |
|                    | Rogério 17' · Ramos 66' · Taddei 85' | Reporte   | Zepeda 65' · Castillo 69' | Árbitro(s): Gustavo Méndez         | Árbitro(s): Gustavo Méndez |

| 18 de mayo de 2000 | Atlético Mineiro     | 1:1 (0:1) | Corinthians | Estadio Mineirão, Belo Horizonte |                             |
|                    | Guilherme 57' (pen.) | Reporte   | Luizão 42'  | Árbitro(s): Luciano Almeida      | Árbitro(s): Luciano Almeida |

| 23 de mayo de 2000 | Corinthians                 | 2:1 (2:0) | Atlético Mineiro     | Estadio Morumbi, São Paulo |                          |
|                    | Edílson 8' · Ricardinho 20' | Reporte   | Guilherme 65' (pen.) | Árbitro(s): Carlos Simon   | Árbitro(s): Carlos Simon |

| 17 de mayo de 2000 | América               | 2:0 (0:0) | Bolívar | Estadio Azteca, Ciudad de México |                               |
|                    | Luna 65' · Blanco 87' | Reporte   |         | Árbitro(s): Epifanio González    | Árbitro(s): Epifanio González |

| 25 de mayo de 2000 | Bolívar    | 1:2 (0:1) | América                   | Estadio Hernando Siles, La Paz |                        |
|                    | García 90' | Reporte   | Salgado 5' · Calderón 47' | Árbitro(s): Guido Aros         | Árbitro(s): Guido Aros |

| 17 de mayo de 2000 | River Plate             | 2:1 (1:1) | Boca Juniors | Estadio Monumental, Buenos Aires |                            |
|                    | Ángel 14' · Saviola 46' | Reporte   | Riquelme 30' | Árbitro(s): Claudio Martín       | Árbitro(s): Claudio Martín |

| 24 de mayo de 2000 | Boca Juniors                                      | 3:0 (0:0) | River Plate | Estadio La Bombonera, Buenos Aires |                           |
|                    | Delgado 59' · Riquelme 79' (pen.) · Palermo 90+4' | Reporte   |             | Árbitro(s): Ángel Sánchez          | Árbitro(s): Ángel Sánchez |

### Semifinales
| 30 de mayo de 2000 | Corinthians                                                 | 4:3 (2:1) | Palmeiras                          | Estadio Morumbi, São Paulo  |                             |
|                    | Ricardinho 15' · Marcelinho 45' · Edílson 55' · Vampeta 90' | Reporte   | Júnior 39' · Alex 75' · Euller 82' | Árbitro(s): Edílson Pereira | Árbitro(s): Edílson Pereira |

| 6 de junio de 2000 | Palmeiras                                               | 3:2 (1:1) (5:4 p.)         | Corinthians                                           | Estadio Morumbi, São Paulo  |                             |
|                    | Euller 34' · Alex 59' · Galeano 70'                     | Reporte                    | Luizão 38', 51'                                       | Árbitro(s): Edílson Pereira | Árbitro(s): Edílson Pereira |
|                    |                                                         | Tiros desde el punto penal |                                                       |                             |                             |
|                    | Marcelo Ramos · Roque Júnior · Alex · Asprilla · Júnior |                            | Ricardinho · Fábio Luciano · Edú · Indio · Marcelinho |                             |                             |

| 31 de mayo de 2000 | Boca Juniors                                      | 4:1 (3:0) | América   | Estadio La Bombonera, Buenos Aires |                                  |
|                    | Arruabarrena 9' · Barijho 11', 51' · Marchant 21' | Reporte   | Silva 73' | Árbitro(s): Mario Sánchez Yantén   | Árbitro(s): Mario Sánchez Yantén |

| 7 de junio de 2000 | América                       | 3:1 (1:0) | Boca Juniors | Estadio Azteca, Ciudad de México |                        |
|                    | Calderón 12', 81' · Estay 68' | Reporte   | Samuel 83'   | Árbitro(s): Óscar Ruiz           | Árbitro(s): Óscar Ruiz |

### Final
| Ida; 14 de junio de 2000, 21:45 (UTC-3) | Boca Juniors          | 2:2 (1:1) | Palmeiras             | Estadio La Bombonera, Buenos Aires                         |                                                            |
|                                         | Arruabarrena 21', 61' |           | Pena 43' · Euller 72' | Asistencia: 50 580 espectadores Árbitro(s): Gustavo Méndez | Asistencia: 50 580 espectadores Árbitro(s): Gustavo Méndez |

| Vuelta; 21 de junio de 2000, 21:40 (UTC-3) | Palmeiras                                | 0:0 (2:4 p.)               | Boca Juniors                                          | Estadio Morumbi, São Paulo                                    |  |
|                                            |                                          |                            |                                                       | Asistencia: 69 195 espectadores Árbitro(s): Epifanio González |  |
|                                            |                                          | Tiros desde el punto penal |                                                       |                                                               |  |
|                                            | Alex · Asprilla · Roque Júnior · Rogério |                            | Gmo. Barros Schelotto · Riquelme · Palermo · Bermúdez |                                                               |  |

|                                  |
| Bandera de Argentina             |
| Campeón Boca Juniors 3.er título |

## Estadísticas

### Goleadores
| Jugador               | Club             | Goles |
| --------------------- | ---------------- | ----- |
| Luizão                | Corinthians      | 14    |
| Cuauhtémoc Blanco     | América          | 9     |
| Juan Pablo Ángel      | River Plate      | 9     |
| Guilherme             | Atlético Mineiro | 8     |
| José Luis Calderón    | América          | 7     |
| Rafael Maceratesi     | Rosario Central  | 7     |
| Leonardo Fabio Moreno | América de Cali  | 7     |
| Antonio Barijho       | Boca Juniors     | 6     |
| José María Franco     | Peñarol          | 6     |
| Alfredo Moreno        | Boca Juniors     | 6     |
| Juan Pablo Rodríguez  | Atlas            | 6     |
| Jorge Soto            | Sporting Cristal | 6     |